# 桑津·普爾西奇
桑津·普爾西奇（1983年11月20日—）是一位波黑足球運動員。在場上的位置是中場。曾效力於法國足球甲級聯賽球隊雷恩足球俱樂部。他也代表波黑國家足球隊參賽。

## 榮譽
斯特拉斯堡
- 法國聯賽盃：2018–19